# Tasiejewa
Tasiejewa – rzeka w azjatyckiej części Rosji, w Kraju Krasnojarskim, dopływ Angary. Powstaje z połączenia Czuny i Biriusy. Liczy  116  długości (1319 km od źródeł Czuny), a powierzchnia dorzecza wynosi 128 tys. km². Rzeka przepływa przez południową część Wyżyny Środkowosyberyjskiej. Rzeka ta jest wykorzystywana do żeglugi.